# Artika Sari Devi
Artika Sari Devi Kusmayadi née le 29 septembre 1979 à Pangkal Pinang est une actrice et mannequin indonésienne qui a remporté le titre de Putri Indonésie 2004. Elle représente l'Indonésie au concours de Miss Univers 2005 à Krung Thep, Thaïlande,.